# Swampsong
Swampsong è il terzo album dei Kalmah, pubblicato nel 2003.

## Tracce
1. Heroes to Us – 5:10
2. Burbot's Revenge – 4:23
3. Cloned Insanity – 4:11
4. The Third, The Magical – 5:26
5. Bird of Ill Omen – 4:49
6. Doubtful About It All – 4:45
7. Tordah – 4:03
8. Man With Mystery – 4:48
9. Moon of My Nights – 6:12
10. Suodeth (Bonus track dell'edizione giapponese) – 4:43

## Formazione
- Pekka Kokko - voce, chitarra ritmica
- Antti Kokko - chitarra solista
- Timo Lehtinen - basso
- Pasi Hiltula - tastiere
- Janne Kusmin - batteria